# Rus (nome)

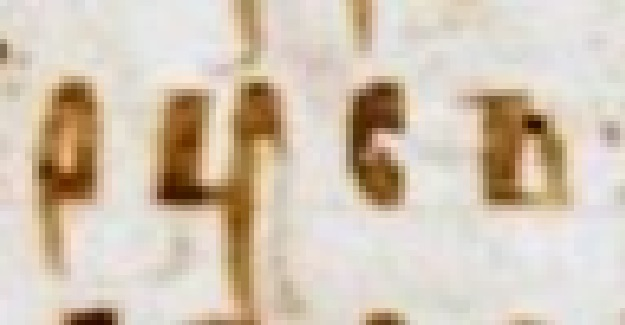
"Rus", uma história sobre o Chamado dos Varangianos, "O Conto dos Anos Passados", lista da Crônica Laurentiana, 1377

Originalmente, o nome Rus (no alfabeto cirílico Русь, transl. Rus’, em russo antigo e eslavo eclesiástico: рѹсь, rѹs) referia-se ao povo Rus, à região homônima e aos Estados medievais (séculos IX-XII) formados pelas politeias do Grão-Canato de Rus e da Rússia de Kiev. Os territórios desta última estão divididos atualmente entre a Bielorrússia, a Ucrânia, e parte da seção europeia da Rússia.
O nome da Rússia (Rossiya), que passou a ser utilizado no séc. XVII, vem do grego Ρωσία (transl. Rossía), que por sua vez é derivado de Ρως, uma designação arcaica usada pelos gregos para o povo de Rus.
Para distinguir o Estado "Rus" medieval de outros Estados derivados dele, a historiografia atual o chama de "Rússia de Kiev". Seu antecessor, o "Grão-Canato de Rus", do séc. IX, é um Estado praticamente hipotético, cuja existência é deduzida a partir de algumas poucas fontes bizantinas e perso-árabes que mencionam o fato do povo Rus ser governado por um grão-cã.
O "Rus", como Estado, não tinha um nome próprio; seus habitantes o chamavam de "rusьska zemlya" (русьска(я) земля, transl. rus'ska zemlya, "Terra dos Rus"). A palavra "rusьska" é um adjetivo; o morfema -ьsk- é utilizado para formar adjetivos no eslavo; -a é uma terminação gramatical de adjetivos femininos (zemlya, "terra", é gramaticalmente feminino). De maneira semelhante, a Polônia é chamada de Polska por seus habitantes, ou seja, Pol-sk-a, originalmente o adjetivo relacionado à "Terra dos poloneses".